# Finnafjörður
Der Finnafjörður (dt. auch Finnafjord) ist die westlichste Bucht im Bakkaflói im Nordosten von  Island. 
Über den Norðausturvegur  ist das Gebiet von Þórshöfn und Vopnafjörður zu erreichen.
Es gibt Planungen, den Fjord mittelfristig zu einem Containerhafen auszubauen, der für Nordpolarrouten genutzt werden kann. 
Nach Plänen der isländischen Regierung soll die Bremer Hafenmanagementfirma Bremenports 66 Prozent der Anteile am Finnafjord Port Project erhalten, das in Reykjavik ansässige isländische Ingenieurbüro EFLA 25 Prozent und die lokal benachbarten isländischen Gemeinden Vopnafjörður und Langanesbyggð den Rest.
Für einzelne Anlagen werden noch Investoren gesucht.
Die große Wassertiefe und die relativ geringe Wellenhöhe hinter dem Gunnólfsvíkurfjall auf Langanes sind weitere Vorzüge der Bucht.
Der Hafenkai soll bis zu sechs Kilometer lang werden.
Geplant sind auf dem entstehenden Gelände Fischzuchtunternehmen, riesige Lagerflächen für Container-Transportgüter sowie Umschlagsplätze für Bodenschätze aus Grönland und der Arktis.
Eine Art Drehkreuz für neu entstehende Handelsrouten durch erstmals schiffbare Nordwest- und Nordostpassagen zwischen Amerika, Asien und Europa schwebt den Planern als Ziel des Hafenprojekts vor.
Im August 2023 wird berichtet, dass dort auch Windkraftanlagen geplant werden und die Entwicklung des Hafens geht nur träge voran, besonders von der isländischen Seite.